# Frank Høj
Frank Høj (født 4. januar 1973) er en tidligere dansk professionel cykelrytter.
Blandt karrierens bedste resultater var 6. pladsen i landevejsløbet ved Sommer-OL 2000 i Sydney samt 8. pladsen ved Sommer-OL 2004 i Athen.
Han har siden 1995 kørt for en række professionelle hold, og har blandt andet deltaget i både Giro d'Italia, Tour de France og Vuelta a Espana. Han stoppede som aktiv i 2010.
Høj indrømmede i 2015 at have taget doping i sin tidlige karriere. Han indrømmede at have taget Epo.